# Trận Neretva (phim)
Trận đánh Neretva (tiếng Serb: Битка на Неретви) là một bộ phim chiến tranh của đạo diễn Veljko Bulajić, ra mắt lần đầu năm 1969.

## Diễn viên
Lữ đoàn du kích
- Radko Polič... Vuko
- Ljubiša Samardžić... Novak
- Sylva Koscina... Quân y Danica
- Boris Dvornik... Stipe
- Kole Angelovski... Žika
- Stole Aranđelović... Šumadinac
- Sergey Bondarchuk... Chỉ huy pháo binh Martin
- Yul Brynner... Chỉ huy tổ  công binh Vlado
- Milena Dravić... Nada
- Franco Nero... Đại úy Michele Riva
- Howard Ross... Trung sĩ Mario
- Lojze Rozman... Lữ đoàn trưởng lữ đoàn độc lập Ivan
- Oleg Vidov... Nikola
- Bata Živojinović... Sư đoàn trưởng Stole
- Hajrudin Hadžikarić... nhà thơ Vladimir Nazor
- Fabijan Šovagović... Boško

Liên quân phát xít
- Faruk Begolli... Trung úy Horst
- Demeter Bitenc... Đại úy Schroeder
- Hardy Krüger... Đại tá Kranzer
- Miha Baloh... Chỉ huy quân Ustaše Pera
- Curt Jürgens... Tướng Lohring
- Anthony Dawson... Tướng Morelli
- Dušan Bulajić... Trung tá chỉ huy quân Chetnik
- Orson Welles... Thượng nghị sĩ Chetnik